# Коневаго Тауншип (округ Йорк, Пенсільванія)
Коневаго Тауншип (англ. Conewago Township) — селище (англ. township) в США, в окрузі Йорк штату Пенсільванія. Населення — 8528 осіб (2020).

## Демографія
Згідно з переписом 2010 року, у селищі мешкало 7510 осіб у 2794 домогосподарствах у складі 2062 родин. Було 2992 помешкання
Расовий склад населення:
| - 87,4 % — білих - 8,4 % — чорних або афроамериканців - 1,0 % — азіатів - 0,2 % — корінних американців - 1,1 % — осіб інших рас |

До двох чи більше рас належало 1,9 %. Частка іспаномовних становила 3,9 % від усіх жителів.
За віковим діапазоном населення розподілялося таким чином: 24,3 % — особи молодші 18 років, 65,3 % — особи у віці 18—64 років, 10,4 % — особи у віці 65 років та старші. Медіана віку мешканця становила 37,9 року. На 100 осіб жіночої статі у селищі припадало 99,4 чоловіків;  на 100 жінок у віці від 18 років та старших — 99,6 чоловіків також старших 18 років.
Середній дохід на одне домашнє господарство  становив 67 939 доларів США (медіана — 63 356), а середній дохід на одну сім'ю — 74 182 долари (медіана — 69 241). Медіана доходів становила 51 607 доларів для чоловіків та 48 717 доларів для жінок. За межею бідності перебувало 9,9 % осіб, у тому числі 13,7 % дітей у віці до 18 років та 0,0 % осіб у віці 65 років та старших.
Цивільне працевлаштоване населення становило 3798 осіб. Основні галузі зайнятості: виробництво — 20,4 %, освіта, охорона здоров'я та соціальна допомога — 15,4 %, роздрібна торгівля — 14,1 %.